# Copa México 1964-1965
La Copa México 1964-1965 è stata la quarantanovesima edizione del secondo torneo calcistico messicano e la ventiduesima nell'era professionistica del calcio messicano. È cominciata il 7 gennaio e si è conclusa il 7 marzo 1965. La vittoria finale è stata dell'América.

## Formula
Le 16 squadre partecipanti si affrontano, nella prima fase (in gare di andata e ritorno), in quattro gironi composti da 4 squadre per ogni girone. Le quattro squadre prime classificate di ogni girone partecipano alle semifinali (in gare di andata e ritorno), e conseguentemente le due squadre vincenti alla finale.

## Prima fase

### Girone A
| Squadra   | Pt | G | V | N | P | GF | GS | DG |
| --------- | -- | - | - | - | - | -- | -- | -- |
| Cruz Azul | 8  | 6 | 3 | 2 | 1 | 8  | 6  | +2 |
| Necaxa    | 6  | 6 | 2 | 2 | 2 | 6  | 7  | -1 |
| Veracruz  | 5  | 6 | 1 | 3 | 2 | 7  | 6  | +1 |
| Atlante   | 5  | 6 | 2 | 1 | 3 | 6  | 8  | -2 |

### Girone B
| Squadra      | Pt | G | V | N | P | GF | GS | DG |
| ------------ | -- | - | - | - | - | -- | -- | -- |
| América      | 7  | 6 | 2 | 3 | 1 | 9  | 7  | +2 |
| Pumas UNAM   | 7  | 6 | 3 | 1 | 2 | 10 | 10 | 0  |
| Toluca       | 6  | 6 | 2 | 2 | 2 | 4  | 5  | -1 |
| CD Zacatepec | 4  | 6 | 1 | 2 | 3 | 7  | 8  | -1 |

### Girone C
| Squadra     | Pt | G | V | N | P | GF | GS | DG |
| ----------- | -- | - | - | - | - | -- | -- | -- |
| Guadalajara | 7  | 6 | 3 | 1 | 2 | 11 | 12 | -1 |
| Atlas       | 6  | 6 | 2 | 2 | 2 | 8  | 5  | +3 |
| Monterrey   | 6  | 6 | 2 | 2 | 2 | 7  | 6  | +1 |
| León        | 5  | 6 | 1 | 3 | 2 | 7  | 10 | -3 |

### Girone D
| Squadra                 | Pt | G | V | N | P | GF | GS | DG |
| ----------------------- | -- | - | - | - | - | -- | -- | -- |
| Deportivo Morelia       | 9  | 6 | 4 | 1 | 1 | 13 | 8  | +5 |
| Irapuato                | 7  | 6 | 3 | 1 | 2 | 12 | 12 | 0  |
| Nacional de Guadalajara | 4  | 6 | 2 | 0 | 4 | 10 | 11 | -1 |
| Oro                     | 4  | 6 | 1 | 2 | 3 | 9  | 13 | -4 |

## Semifinali
| Squadra 1   | Totale | Squadra 2         | Andata          | Ritorno      |
| ----------- | ------ | ----------------- | --------------- | ------------ |
|             |        |                   | 21/24 feb. 1965 | 28 feb. 1965 |
| Guadalajara | 1 - 2  | Deportivo Morelia | 0 - 0           | 1 - 2        |
| Cruz Azul   | 2 - 3  | América           | 0 - 1           | 2 - 2dts     |

## Finale
| Arbitro: | Felipe Buergo |

|                                       |           |  |
| 21’, 50’ Javier Fragoso 55’, 63’ Vavá | Marcatori |  |

### Verdetto finale
L'América vince la copa México 1964-1965.

## Coppa "Campeón de Campeones" 1965
- Partecipano le squadre vincitrici del campionato messicano: Guadalajara e della coppa del Messico: America. Il Guadalajara si aggiudica il titolo.

## Finale
| Città del Messico 14 marzo 1965, ore 15:00 | Guadalajara | 2 – 1 | América | Estadio Universitario |
| \| \| \| \| \| 42’ Isidoro Díaz 87’ Francisco Jara \| Marcatori \| Javier Fragoso 62’ \| \| Ignacio Calderón Arturo Chaires Guillermo Sepúlveda José Villegas Juan Jasso Agustín Moreno Sabás Ponce Isidoro Díaz Héctor Hernández García Javier Valdivia Francisco Jara \| Formazioni \| Ataúlfo Sánchez Severo de Sales Juan Bosco Alfonso Portugal Martín Ibarreche Antonio Jasso Víctor Mendoza Orozco Federico Ortiz Maldonado Arlindo dos Santos Izidio Neto (Vavá) Javier Fragoso \| \| Javier de la Torre \| Allenatori \| Alejandro Scopelli \| |             | |         |                       |
| |             | |         |                       |
| 42’ Isidoro Díaz 87’ Francisco Jara | Marcatori   | Javier Fragoso 62’ |         |                       |
| Ignacio Calderón Arturo Chaires Guillermo Sepúlveda José Villegas Juan Jasso Agustín Moreno Sabás Ponce Isidoro Díaz Héctor Hernández García Javier Valdivia Francisco Jara | Formazioni  | Ataúlfo Sánchez Severo de Sales Juan Bosco Alfonso Portugal Martín Ibarreche Antonio Jasso Víctor Mendoza Orozco Federico Ortiz Maldonado Arlindo dos Santos Izidio Neto (Vavá) Javier Fragoso |         |                       |
| Javier de la Torre | Allenatori  | Alejandro Scopelli |         |                       |